# Ugia mediorufa
Ugia mediorufa là một loài bướm đêm trong họ Erebidae.